# Microrregión de Petrolina
La microrregión de Petrolina se localiza en las proximidades del Río São Francisco, en el estado de Pernambuco. Es formada por ocho municipios, ocupando más de 15% del territorio del estado. Su economía es bastante privilegiada por la irrigación procedente del Río São Francisco. La ciudad de Petrolina es la más importante, agrupando la mayor parte de las industrias y comercio. La población total es de 433.000 habitantes.

## Municipios
- Afrânio
- Cabrobó
- Dormentes
- Laguna Gran
- Orocó
- Petrolina
- Santa Maria de la Boa Vista
- Tierra Nueva